# Discovery Kids
Discovery Kids (estilizado como DK) es un canal de televisión por suscripción de origen estadounidense enfocado a la audiencia infantil. Lanzado originalmente el 7 de octubre de 1996 en Estados Unidos, es propiedad de Warner Bros. Discovery y concluyó emisiones el 10 de octubre de 2010 en Estados Unidos al ser reemplazado por The Hub.  
En Latinoamérica, fue lanzado el 1 de noviembre de 1996, es operado por Warner Bros. Discovery Latin America y continúa en operaciones.

## Historia

### Estados Unidos
Fue lanzado el 7 de octubre de 1996. Nace como una iniciativa de Discovery Communications Inc. por ejercer un contenido educativo dirigido principalmente al público infantil en edades entre 2 y 6 años. Los primeros proyectos anteriores a la consolidación del canal se efectuaron en Discovery Channel, el principal de la empresa.
Este canal fue relanzado el 10 de octubre de 2010 como The Hub (luego como Hub Network), un canal controlado en conjunto por Discovery y la compañía de juguetes Hasbro. En 2014, fue relanzado nuevamente como Discovery Family.

### Latinoamérica
Discovery Kids Latinoamérica nace como una iniciativa de Discovery Communications Inc. por ejercer un contenido educativo dirigido principalmente al público infantil en edades entre 2 y 6 años. Los primeros proyectos anteriores a la consolidación del canal se efectuaron en el canal Discovery Channel, el cual es el principal y más reconocido canal de la empresa. A lo largo de los años entre su programación, se incluye gran cantidad de series compradas a cadenas como PBS Kids y Hasbro.
El canal inició sus transmisiones el 1 de noviembre de 1996. Inicialmente se llamó Discovery Kids Channel, el nombre actual se lanzó en 1998. La programación estaba dirigida al público infantil y juvenil. La programación preescolar se transmitía por las mañanas, mientras que los programas para niños mayores se transmitían por las tardes y noches. En septiembre de 2002, la programación preescolar comenzó a transmitirse las 24 horas del día durante la semana, mientras que los programas para niños mayores solo se transmitían las 24 horas los fines de semana.
En 2003, se removió toda la programación destinada a niños mayores de 8 años. En marzo de 2005, el canal introdujo una interfaz renovada y una nueva imagen, además de la mascota oficial del canal: el perro Doki. Entre 2008 y 2009, se introdujeron nuevos personajes: la luciérnaga Mundi, la cabra Gabi, el oso hormiguero Oto, la nutria Fico, y la flamenco Anabella. Durante este periodo, el canal realizó eventos en vivo llamados La Ronda de Discovery Kids en diferentes países de Latinoamérica.
En marzo de 2009, el canal cambió nuevamente su logotipo y su interfaz, además de crear especiales dedicados a diversos temas como el medio ambiente, la lectura y el deporte, entre otros. La programación pasaría por variaciones, emitiendo programas destinados a un público de niños de hasta 10 años.  
En 2012, incorporó un bloque de películas y, en abril de 2013, el canal pasó por otra renovación gráfica. Posteriormente, en mayo, sería estrenada la señal HD. Este evento coincidió con el estreno de la serie Doki y los nuevos comerciales del canal, además del cambio de horarios, fueron parte de este cambio de marca.
Hasta 2014, la mayoría de su transmisión era de proporción 16:9. En septiembre de ese año, el canal pasó a emitir en dicha relación de aspecto. 
En abril de 2016, como parte de su vigésimo aniversario, se realizó un nuevo cambio de logo e interfaz y estrenando su señal en HD. Durante esta era, la mascota Doki y los demás personajes dejaron de aparecer en los anuncios del canal. 
En abril de 2021, el logo fue modificado y se renovó la interfaz de los spots y promociones, así como de la app y la plataforma streaming.

#### Composición de la audiencia
De acuerdo con el estudio realizado por TGI Latina en 2003, la mayor parte de la audiencia que recibe el canal pertenecen al género femenino, el cual representa el 56% del total, seguido por el público masculino con el 44%. A pesar de ser un canal destinado meramente al público preescolar, las mujeres adultas de entre 25 y 49 años de edad representan un 49% del total de los televidentes, ya que, comúnmente, son las madres de los niños quienes los acompañan al momento de sintonizar la señal.

### Otros lugares del mundo
La cadena actualmente se encuentra disponible en Latinoamérica e India; por un periodo determinado de tiempo, poseía un canal localizado para Canadá, pero fue reemplazado el 2 de noviembre de 2009 por la versión localizada de Nickelodeon. En el Reino Unido, el canal se encontraba disponible en BSkyB aunque, al final, cesó emisiones de manera definitiva el 28 de febrero de 2007. Asimismo, la versión original del canal en Estados Unidos fue relanzada el 10 de octubre de 2010 como The Hub (luego Hub Network), un canal controlado en conjunto por Discovery y la compañía de juguetes Hasbro que, en 2014, fue relanzado nuevamente como Discovery Family.
En abril de 2012, sin embargo, se lanzó una versión de Discovery Kids Latinoamérica en Asia enfocada en programación de Discovery para un público infantil, a diferencia del canal localizado para Latinoamérica, el cual se enfoca en el público preescolar sin programación original por parte de la compañía, pero se dejó de transmitir en 2018 para ser reemplazada por Discovery Family.
Además, el 7 de agosto de 2012 se lanzó una versión en la India y el 3 de noviembre de 2014 se lanzó una versión en Australia exclusivamente en la cableoperadora australiana Foxtel, aunque, esta señal cesó sus emisiones el 1 de febrero de 2020.

## Aspectos mercantiles
La compañía se ha aliado en cinco ocasiones consecutivas con la empresa Sesame Workshop para la producción de capítulos para la serie Plaza Sésamo. En aspectos de televisión, de acuerdo al estudio realizado por IBOPE Media, la cadena cuenta con 14.5 millones de suscriptores en 34 países y territorios.
La compañía también se ha unido con varias compañías para la producción de programas y eventos. Dentro de tales compañías, se encuentran Head Start, Subway, Hilton Hotels, USA Swimming, entre otras.

## Señales internacionales

### Canadá
Fue lanzado al aire el 3 de septiembre de 2001 y fue producido en conjunto por Corus Entertainment y Discovery Communications.
En septiembre de 2009, Corus confirmó que cerraría Discovery Kids. El canal fue reemplazado en la mayoría de los proveedores de servicios el 2 de noviembre por Nickelodeon. Debido a que opera bajo una licencia de las compañías independientes, los cable y satélite que tenían Discovery Kids, no recibirían automáticamente el nuevo canal a menos que se negociara para el traspaso.

### Reino Unido
Fue lanzado al aire el 1 de febrero de 2000 y fue reemplazado el 28 de febrero de 2007 por Discovery Turbo.

### Asia
Fue lanzado al aire el 2 de abril de 2012 y dejó de transmitir en 2018, siendo reemplazado por Discovery Family.[cita requerida]

### Australia
Debido al éxito del lanzamiento de la versión sudoriental asiática del canal, la señal australiana inició sus transmisiones el 3 de noviembre de 2014, la cual cesó sus transmisiones el 1 de febrero de 2020.